# Чванов Сергій Сергійович
Сергій Сергійович Чванов (рос. Сергей Сергеевич Чванов; 20 травня 1991, м. Череповець, СРСР) — російський хокеїст, центральний нападник. Виступає за «Кристал» (Саратов) у Вищій хокейній лізі. 
Вихованець хокейної школи «Сєвєрсталь» (Череповець). Виступав за «Сєвєрсталь» (Череповець), «Алмаз» (Череповець). 